# Ranjita Devi Tekcham
Ranjita Devi Tekcham (* 1984 oder 1985) ist eine indische Fußballschiedsrichterin.
Tekcham kommt aus Manipur, begann als Fußballspielerin und ist seit 2016 Schiedsrichterin auf nationaler Ebene.
Seit 2018 steht sie auf der Liste der FIFA-Schiedsrichter und leitet internationale Fußballspiele.
Bei der Asienmeisterschaft 2022 in Indien leitete Tekcham ein Spiel in der Gruppenphase und war Vierte Offizielle im Finale.